# Limburg (Belgija)
Pokrajina Limburg (nizozemski: Provincie Limburg, francuski: Province de Limbourg) je pokrajina u Flamanskoj regiji u Belgiji. Graniči s pokrajinama Antwerpen, Flamanski Brabant i Liège. Također graniči i s nizozemskim pokrajinama Limburg i Sjeverni Brabant.
Pokrajina je upravno podijeljena na tri okruga (arondismana) koji se sastoje od ukupno 44 općine.
Kao i u svim ostalim flamanskim pokrajinama službeni je jezik nizozemski. Dvije općine, Herstappe i Voeren, mogu koristiti francuski jezik za komuniciranje sa svojim građanima.
Ime ove pokrajine, kao i susjedne istoimene nizozemske pokrajine, dolazi od grada Limbourga koji se nalazi u susjednoj pokrajini Liège.

## Općine
| 1. Alken 2. As 3. Beringen 4. Bilzen 5. Bocholt 6. Borgloon 7. Bree 8. Diepenbeek 9. Dilsen-Stokkem 10. Genk 11. Gingelom 12. Halen 13. Ham 14. Hamont-Achel 15. Hasselt 16. Hechtel-Eksel 17. Heers 18. Herk-de-Stad 19. Herstappe 20. Heusden-Zolder 21. Hoeselt 22. Houthalen-Helchteren | 23. Kinrooi 24. Kortessem 25. Lanaken 26. Leopoldsburg 27. Lommel 28. Lummen 29. Maaseik 30. Maasmechelen 31. Meeuwen-Gruitrode 32. Neerpelt 33. Nieuwerkerken 34. Opglabbeek 35. Overpelt 36. Peer 37. Riemst 38. Sint-Truiden 39. Tessenderlo 40. Tongeren 41. Voeren 42. Wellen 43. Zonhoven 44. Zutendaal |

## Okruzi
Tri okruga (arrondissementen) u ovoj pokrajini su:
- Hasselt
- Maaseik
- Tongeren

## Vanjske poveznice
- (nizoz.) Službena stranica pokrajine Limburg  Arhivirana inačica izvorne stranice od 24. prosinca 1996. (Wayback Machine)